# Міллстоун (Кентуккі)
Міллстоун (англ. Millstone) — переписна місцевість (CDP) в США, в окрузі Летчер штату Кентуккі. Населення — 92 особи (2020).

## Географія
Міллстоун розташований за координатами 37°9′48″ пн. ш. 82°44′59″ зх. д. / 37.16333° пн. ш. 82.74972° зх. д. (37.163269, -82.749647).  За даними Бюро перепису населення США в 2010 році переписна місцевість мала площу 0,58 км², з яких 0,55 км² — суходіл та 0,02 км² — водойми.

## Демографія
Згідно з переписом 2010 року, у переписній місцевості мешкало 117 осіб у 47 домогосподарствах у складі 31 родини. Густота населення становила 203 особи/км².  Було 57 помешкань (99/км²).
Расовий склад населення:
| - 97,4 % — білих - 0,9 % — чорних або афроамериканців |

До двох чи більше рас належало 1,7 %. Частка іспаномовних становила 0,9 % від усіх жителів.
За віковим діапазоном населення розподілялося таким чином: 17,9 % — особи молодші 18 років, 70,1 % — особи у віці 18—64 років, 12,0 % — особи у віці 65 років та старші. Медіана віку мешканця становила 41,8 року. На 100 осіб жіночої статі у переписній місцевості припадало 108,9 чоловіків;  на 100 жінок у віці від 18 років та старших — 95,9 чоловіків також старших 18 років.
Цивільне працевлаштоване населення становило 24 особи. Основні галузі зайнятості: транспорт — 66,7 %, мистецтво, розваги та відпочинок — 33,3 %.